# クァトロブーム小杉 アミューズメント

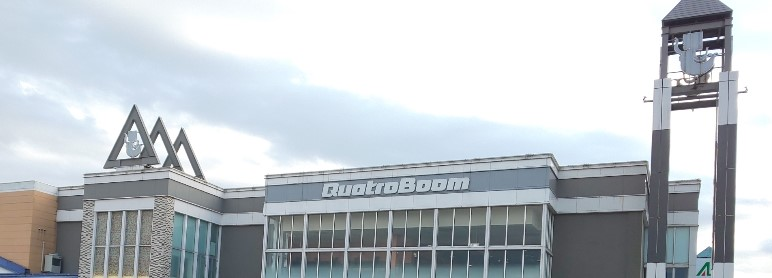
クァトロブーム小杉外観

クァトロブーム小杉アミューズメント（クァトロブームこすぎアミューズメント）は、富山県射水市三ケ2602にあるボウリング場、カラオケetc複数のコンテンツがあるアミューズメントスポットである。

## コンテンツ
- ボウリング（26レーン）
- カラオケ（20部屋）
- ビリヤード（4台）
- 卓球（4台）
- ダーツ（2台）
- バドミントン・ソフトバレーボールコート（2面）
- 3on3バスケコート（1面）
- 各種ビデオゲーム
- QBカフェ

## 営業時間
- 営業時間は年中無休で朝10時～深夜2時までの16時間営業である。
- お盆期間や年末年始などの繁忙期には深夜2時以降まで延長営業する場合がある。
- 富山県内では数少ない深夜0時以降の閉店時間までゲームコーナーを運営している店舗である。

## アクセス
- あいの風とやま鉄道線小杉駅 南口徒歩1分(ピンのモニュメントが目印）
- 平和堂アル・プラザ小杉店 別棟

## ボウリング
- レーン数は26レーン
- オートスコアラーはSLS DS3-PAL
- ピンセッターはAMF社
- 全レーンガターに落ちにくいバンジー(バンパー)レーンを設置

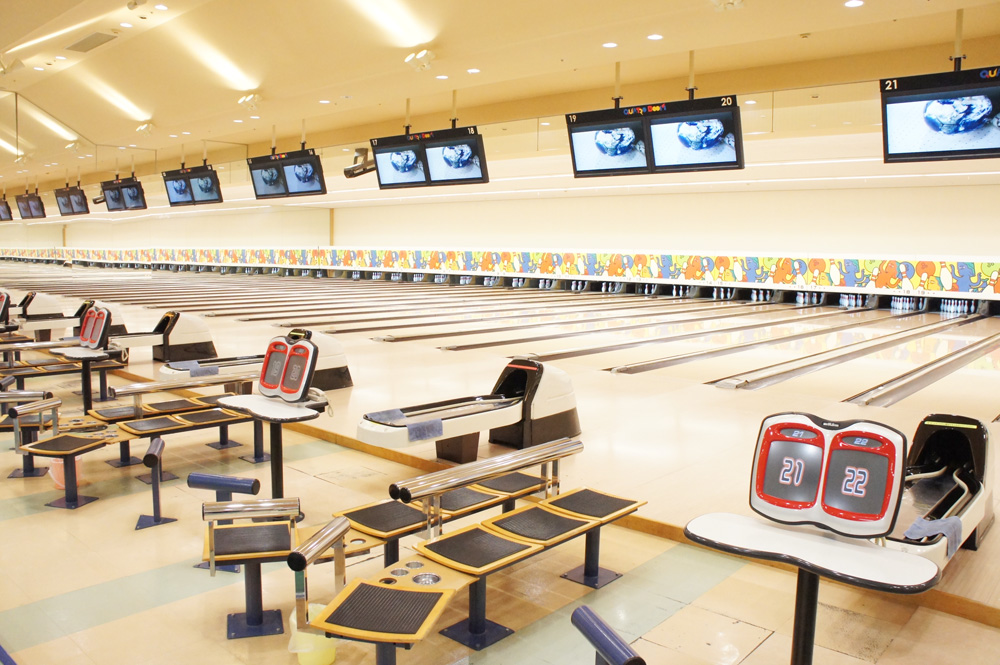
Qb bowling

### 所属プロボウラー
- 井波 純（いなみ じゅん）

- 田中 椋也（たなか りょうや）
- 羽ヶ﨑 匠海（はがさき たくみ）

## カラオケ

### 導入機種
- LIVE DAM AiR
- LIVE DAM Ai
- LIVE DAM
- ジョイサウンド MAXGO
- JOYSOUND f1

## スポフル
- ビリヤード　4台
- 卓球　4台
- ダーツ　2台　（VSフェニックス オフライン仕様）
- 3×3バスケ　1面
- マルチコート　2面　（バドミントン、ソフトバレーボール、テニポン）

※スポフルエリアで使用する道具はすべて貸出ししている
※空いているコンテンツであればコンテンツの移動が可能

## CM
2016年からダチョウ倶楽部がCMキャラクターを務めている。